# Rugby op de Olympische Zomerspelen 1908

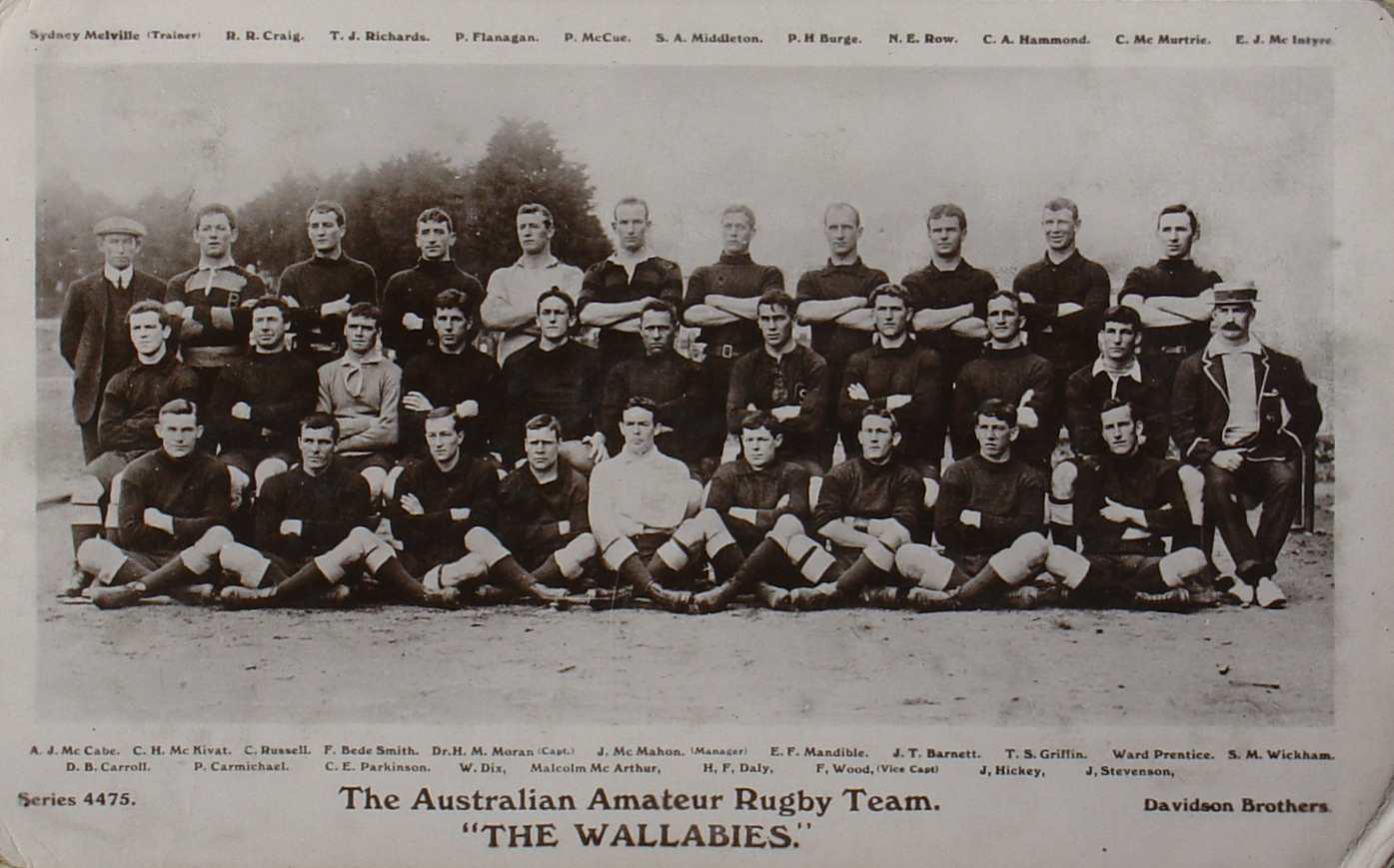
Ansichtkaart met het Australazisch rugbyteam van 1908

Rugby is een van de sporten die beoefend werden tijdens de Olympische Zomerspelen 1908 in Londen.
Aan het toernooi namen twee teams deel, Groot-Brittannië en Australazië. Gastland Groot-Brittannië werd vertegenwoordigd door het team van Cornwall, de county kampioen van 1907.

## Uitslag
| 19 oktober | Groot-Brittannië | - | Australazië | 3 - 32 |

## Eindrangschikking
| rang   | sporters | land |
| ------ | --- | ---- |
| Goud   | Phillip Carmichael Charles Russell Daniel Carroll John Hickey Bede Smith Christopher McKivatt Arthur McCabe Thomas Griffen John Barnett Patrick McCue Sydney Middleton Tom Richards Malcom McArthur Charles McMurtrie Bob Craig | ANZ  |
| Zilver | Edward Jackett J. C. Solomon Bertram Solomon L. F. Dean J. T. Jose Thomas Wedge James Davey Richard Jackett E. J. Jones Arthur Wilson Nicholas Tregurtha A. Lawrey C. R. Marshall A. Wilcocks John Trevaskis                    | GBR  |

Parijs 1900 · 
Londen 1908 · 
Antwerpen 1920 · 
Parijs 1924 · 
Rio de Janeiro 2016 · 
Tokio 2020 · 
Parijs 2024 · 
Los Angeles 2028 
olympische medaillewinnaars
Atletiek · Boksen · Boogschieten · Hockey · Jeu de paume · Kunstrijden · Lacrosse · Motorbootracen · Polo · Rackets · Roeien · Rugby · Schermen · Schietsport · Schoonspringen · Tennis · Touwtrekken · Turnen · Voetbal · Waterpolo · Wielersport · Worstelen · Zeilen · Zwemmen